# Fred Hampton
Fred Hampton (Summit, 30 de agosto de 1948 — Chicago, 4 de dezembro de 1969) foi um ativista e revolucionário afro-americano Marxista-Leninista, presidente da filial de Illinois do Partido dos Panteras Negras (BPP) e vice-presidente do BPP nacional. Hampton e o também Pantera Negra Mark Clark foram assassinados durante um batida feita por uma unidade tática da Procuradoria do Estado do Condado de Cook, em conjunto com o Departamento de Polícia de Chicago e o Gabinete Federal de Investigação em dezembro de 1969.A operação que resultou nas mortes de Fred Hampton e Mark Clark fazia parte das ações coordenadas pelo COINTELPRO, programa clandestino do FBI de monitoramento a grupos radicais.
Em janeiro de 1970, um júri realizou um inquérito e determinou a morte de Hampton e Clark como homicídio justificável. Porém, uma ação civil foi posteriormente movida em nome dos sobreviventes e dos parentes de Hampton e Clark, sendo resolvida em 1982 em um acordo de U$ 1,85 milhão com a Cidade de Chicago, o Condado de Cook e o governo federal cada um pagando um terço a um grupo de nove autores.

## Vida e juventude
Hampton nasceu em 30 de agosto de 1948, na atual Summit, Illinois, e cresceu em Maywood, dois subúrbios de Chicago. Seus pais haviam se mudado para o norte da Louisiana, como parte da Grande Migração de Afro-Americanos no início do século XX para o sul. Os dois trabalharam na Argo Starch Company. Quando jovem, Hampton era talentoso tanto na sala de aula quanto no campo de atletismo, e desejava muito jogar no campo central do New York Yankees. Ele se formou com honra na Proviso East High School em 1966. Após sua graduação, Hampton se matriculou no Triton Junior College, nas proximidades de River Grove, Illinois, onde se formou em direito. Ele planejava se familiarizar com o sistema legal, usá-lo como defesa contra a polícia. Mais tarde, quando ele e seus colegas Panteras Negras seguiram a polícia em seu programa de supervisão comunitária, atentos à brutalidade policial, eles usaram seu conhecimento da lei como defesa.

## Assassinato
No dia 3 de dezembro de 1969, William O'Neal, um informante do FBI infiltrado no partido, drogou secretamente Hampton, colocando uma pílula para dormir em sua bebida. Pouco depois, os agentes da lei iniciaram uma batida matinal no apartamento de Hampton. Mesmo não possuindo mandado de prisão por porte de armas, eles entraram no apartamento com armas de fogo e logo iniciaram os disparos. Mark Clark, que estava guardando Hampton, foi morto no local. Hampton e sua noiva, Deborah Johnson (também chamada de Akua Njeri), estavam dormindo em seu quarto. Eles ficaram feridos, mas sobreviveram ao tiroteio. Quando um oficial percebeu que Hampton não havia sido morto, ele atirou duas vezes na cabeça do ativista. Johnson, que esperava um filho com Hampton, não foi morta.
Os outros sete Panteras Negras presentes no apartamento foram acusados de vários crimes graves, incluindo tentativa de assassinato, violência armada e várias acusações de armas. No entanto, quando uma investigação do Departamento de Justiça revelou que a polícia de Chicago havia disparado até 99 tiros e os Panthers dispararam apenas uma vez, as acusações foram retiradas.